# 박동민
박동민(朴東珉, 1992년 8월 2일 ~ ) 은 전 KBO 리그 KIA 타이거즈의 선수이다.

## KIA 타이거즈시절
2020년 10월 30일 웨이버 공시 되었다.

## 출신학교
- 천안남산초등학교
- 천안북중학교
- 마산용마고등학교
- 동의대학교